# Lucigadus ori
Lucigadus ori es una especie de pez de la familia Macrouridae en el orden de los Gadiformes.

## Morfología
• Los machos pueden llegar alcanzar los 22 cm de longitud total.

## Depredadores
En Comoras es depredado por Latimer chalumnae.

## Hábitat
Es un pez de aguas profundas que vive entre 120-1153 m de profundidad.

## Distribución geográfica
Se encuentran en Sudáfrica y Comorasy, posiblemente, en Somalia, Uruguay y el sur del Brasil.